# Banovci (żupania vukowarsko-srijemska)
Banovci (serb. Бановци) – wieś w Chorwacji, w żupanii vukowarsko-srijemskiej, w gminie Nijemci. W 2011 roku liczyła 432 mieszkańców.